# Dirk Hoogendam
Dirk Hoogendam (Vlaardingerambacht, 18 mei 1922 – Datterode, gemeente Ringgau, 8 augustus 2003), alias 'de Bokser', was een Nederlands oorlogsmisdadiger.
Dirk Hoogendam werd na de Tweede Wereldoorlog door de rechtbank in Assen ter dood veroordeeld wegens het plegen van ernstige mishandelingen en deelname in vreemde krijgsdienst. De straf werd later omgezet in levenslang. Dirk Hoogendam was echter in 1946 al ontsnapt en ontkomen naar Duitsland, zodat hij zijn straf nooit uitgezeten heeft. Pas enkele jaren voor zijn dood ontdekte De Telegraaf dat Hoogendam onder de schuilnaam Dieter Hohendamm leefde in Ringgau, Midden-Duitsland. Na zijn ontmaskering begon Hoogendam alsnog een beroepsprocedure tegen zijn veroordeling, maar die heeft hij in oktober 2002 verloren. Vlak voor Hoogendams dood deed de Nederlandse regering een oproep aan de Duitse regering om Hoogendam, samen met enkele andere in Duitsland levende oorlogsmisdadigers alsnog te vervolgen. Vlak na het overlijden van Hoogendam maakte de Duitse justitie bekend dat een van hen, Herbertus Bikker beter bekend als de 'beul van Ommen', op 8 september 2003 voor de rechtbank moest verschijnen voor moord op de verzetsman Jan Houtman.
De oud-SS'er Hoogendam hield in de oorlog vooral huis in het zuiden van Drenthe, waarbij een openbare school in Hollandscheveld als verhoor- en martelcentrum diende. Daar werden joden en verdachten van verzetsactiviteiten in elkaar geslagen.